# Bill Haslam
Bill Haslam, właśc. William Edward Haslam (ur. 23 sierpnia 1958 w Knoxville, Tennessee) – amerykański polityk, gubernator Tennessee od 15 stycznia 2011 do 19 stycznia 2019, członek Partii Republikańskiej.
Popiera stosowanie kary śmierci. Pełniąc urząd gubernatora Tennessee przez dwie kadencje zezwolił na przeprowadzenie trzech egzekucji skazanych na śmierć morderców.